# Gruzie na Letních olympijských hrách 2008
Gruzie se účastnila Letní olympiády 2008. Zastupovalo ji 35 sportovců v 11 sportech.

## Medailisté
| Medaile | Jméno               | Sport             | Soutěž                          |
| ------- | ------------------- | ----------------- | ------------------------------- |
| Zlato   | Irakli Cirekidze    | Judo              | Muži do 90 kg                   |
| Zlato   | Revaz Mindorašvili  | Zápas             | Muži volný styl do 84 kg        |
| Zlato   | Manučar Kvirkvelija | Zápas             | Muži řecko-římský do 74 kg      |
| Bronz   | Giorgi Gogšelidze   | Zápas             | Muži volný styl do 96 kg        |
| Bronz   | Otar Tušišvili      | Zápas             | Muži volný styl do 66 kg        |
| Bronz   | Nino Salukvadzeová  | Sportovní střelba | ženy 10 metrů vzduchová pistole |